# 氣 (圍棋)

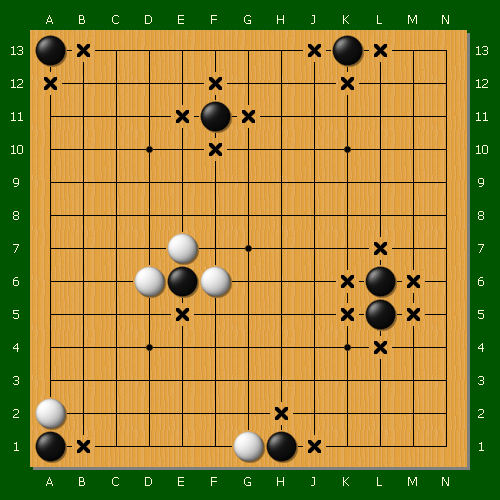
圍棋的氣（以黑子為例說明），圖中 X 為黑子的氣。

「氣」是圍棋的用語，指在棋盤上一只棋子四邊所通連的交叉點。
當單一只棋子在棋盤上時，四邊所通連的交叉點便是它的四口氣。如果它的其中一邊放了對方的棋子便剩下三口氣，如此類推。當一只棋子的四邊都被對方的棋子包圍住（沒有通連的交叉點）時，那只棋便是被吃了。